# Eriotheca peruviana
Eriotheca peruviana es una especie de planta con flor en la familia Malvaceae.
Es endémica del Perú. Y está amenazada por pérdida de hábitat.
Especie arbórea solo conocida de subpoblaciones en el cañón del río Marañón. Y aparentemente no ha vuelto a ser recolectada desde la década de 1960.

## Fuente
- World Conservation Monitoring Centre 1998.  Eriotheca peruviana.   2006 IUCN Lista Roja de Especies Amenazadas; bajado 19 de julio de 2007